# Belladonna
För andra betydelser, se Belladonna (olika betydelser).
Belladonna (Atropa bella-donna), är en flerårig, nästan buskliknande, potatisväxt naturligt förekommande i syd- och mellaneuropa, men påträffas sällsynt förvildad i Sverige. Belladonna har smalt klockformade, brunlila blommor och blommar i juli till augusti. Frukten är ett svart, körsbärsliknande bär som smakar sött och hela växten är mycket giftig. Dödlig förgiftning hos ett barn kan orsakas av så lite som 3-4 bär.

## Etymologi
Linné gav växten namnet Atropa, vilket hänvisar till en av de tre ödesgudinnorna, Nattens döttrar, i den grekiska mytologin. Atropos, den oundvikliga, är den av ödets gudinnor som avklipper livstråden. Bella donna betyder "vacker kvinna" på italienska.

## Medicinsk användning
Enligt sägnen var det venetianskorna som upptäckte växtens mydriatriska effekt. Genom att droppa dess saft i ögonen förlamade kvinnorna ögats iris och pupillen förstorades. På så sätt förlorade de för några dagar ackommodationsförmågan och fick ett fjärrskådande och intressant utseende. Den verksamma substansen atropin används idag av ögonläkare (oftalmologer), men har utöver den pupilldilaterande effekten en mycket bred användning inom medicinen.
Örten är en ständigt återkommande ingrediens inom häxkonsten på grund av sina hallucinogena egenskaper. Hela växten innehåller tropanalkaloiderna atropin, hyoscyamin, och små mängder nikotin. I roten finns även kuskohygrin.

## Bildgalleri

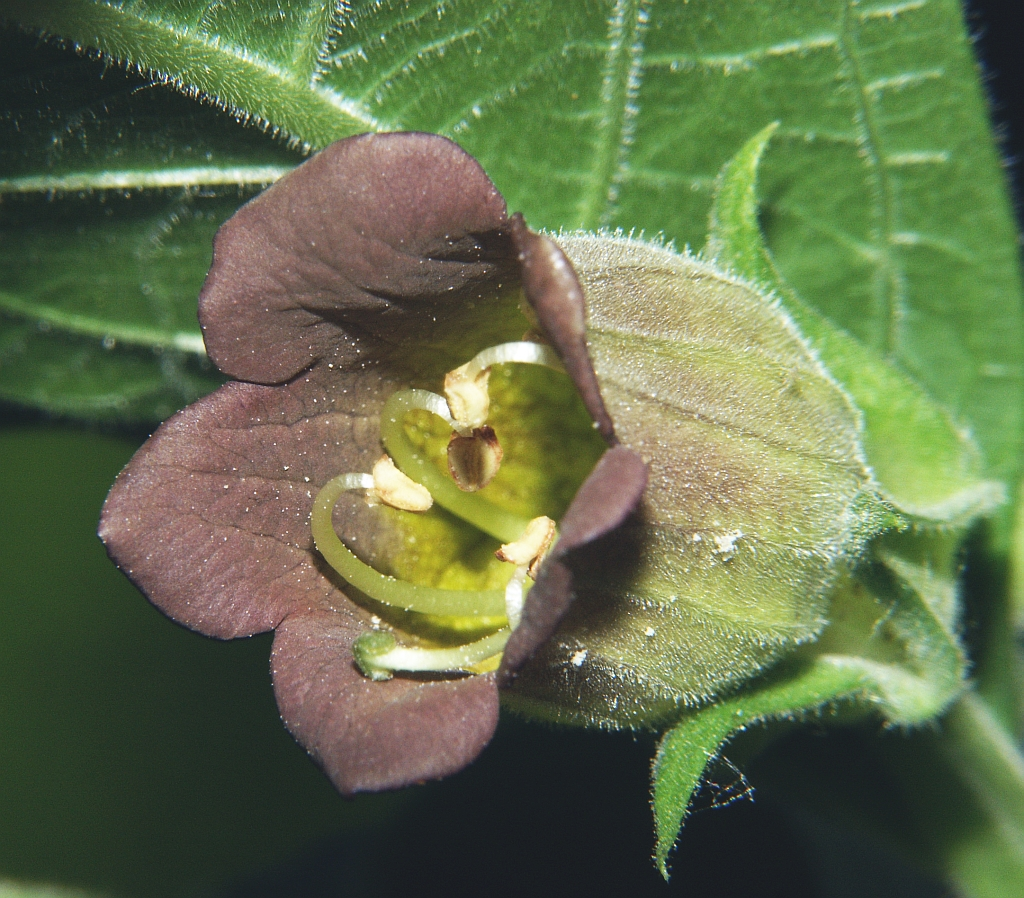
Belladonna - blomma
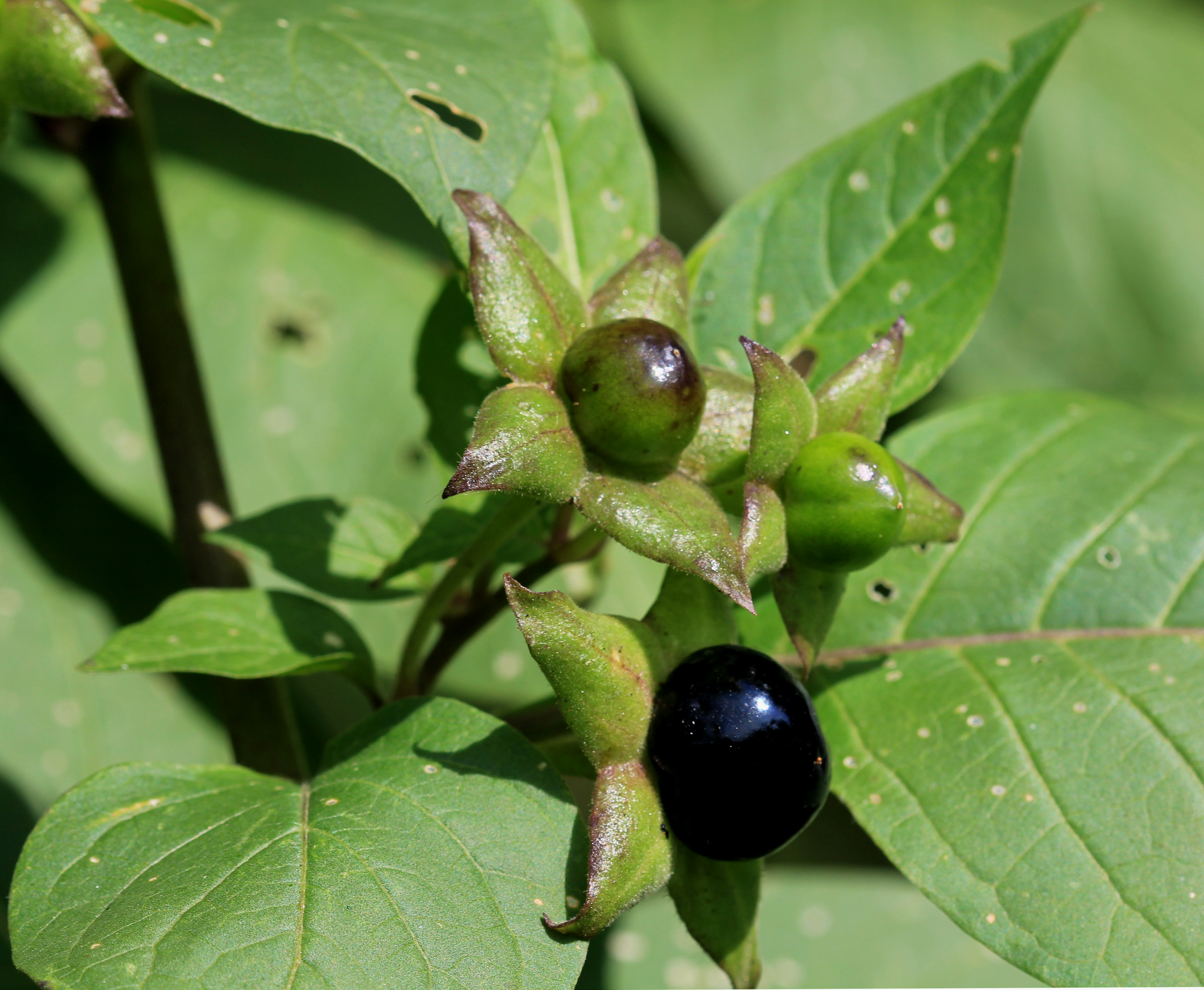
Belladonna - bär

## Synonymer
Växten har flera synonymer.
- Atropa belladonna var. intermedia Pater
- Atropa komarovii Blin. & Shal.
- Atropa lethalis Salisb.
- Atropa lutescens Blin. & Shal. nom. illeg.
- Belladonna baccifera Lam.
- Belladonna trichotoma Scop.